# Ћел Свенсон
Ћел Густаф Свенсон (швед. Kjell Gustaf Svensson; Седертеље, 10. септембар 1938) некадашњи је шведски хокејаш на леду и хокејашки тренер који је током каријере играо на позицији голмана.